# Santa Victoria Este
Santa Victoria Este é um município da província de Salta, na Argentina.